# Josef Stäck
Denna artikel handlar om arkitekten. För konstnären se Joseph Magnus Stäck.

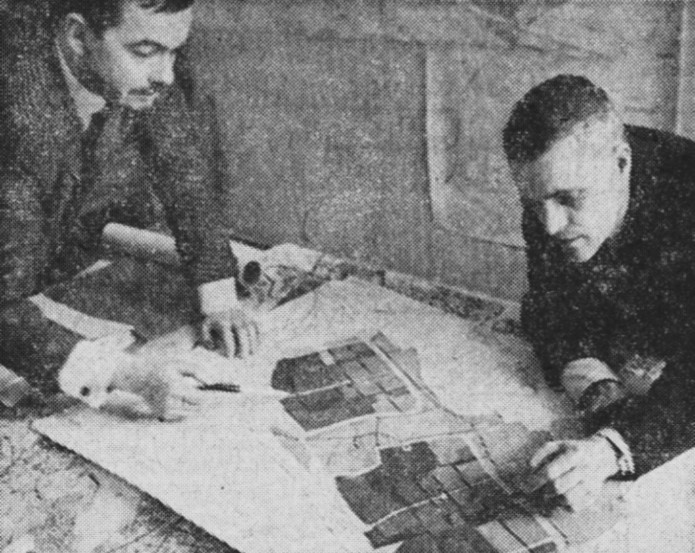
Igor Dergalin och Josef Stäck med plan över bebyggelsen på Järvafältet

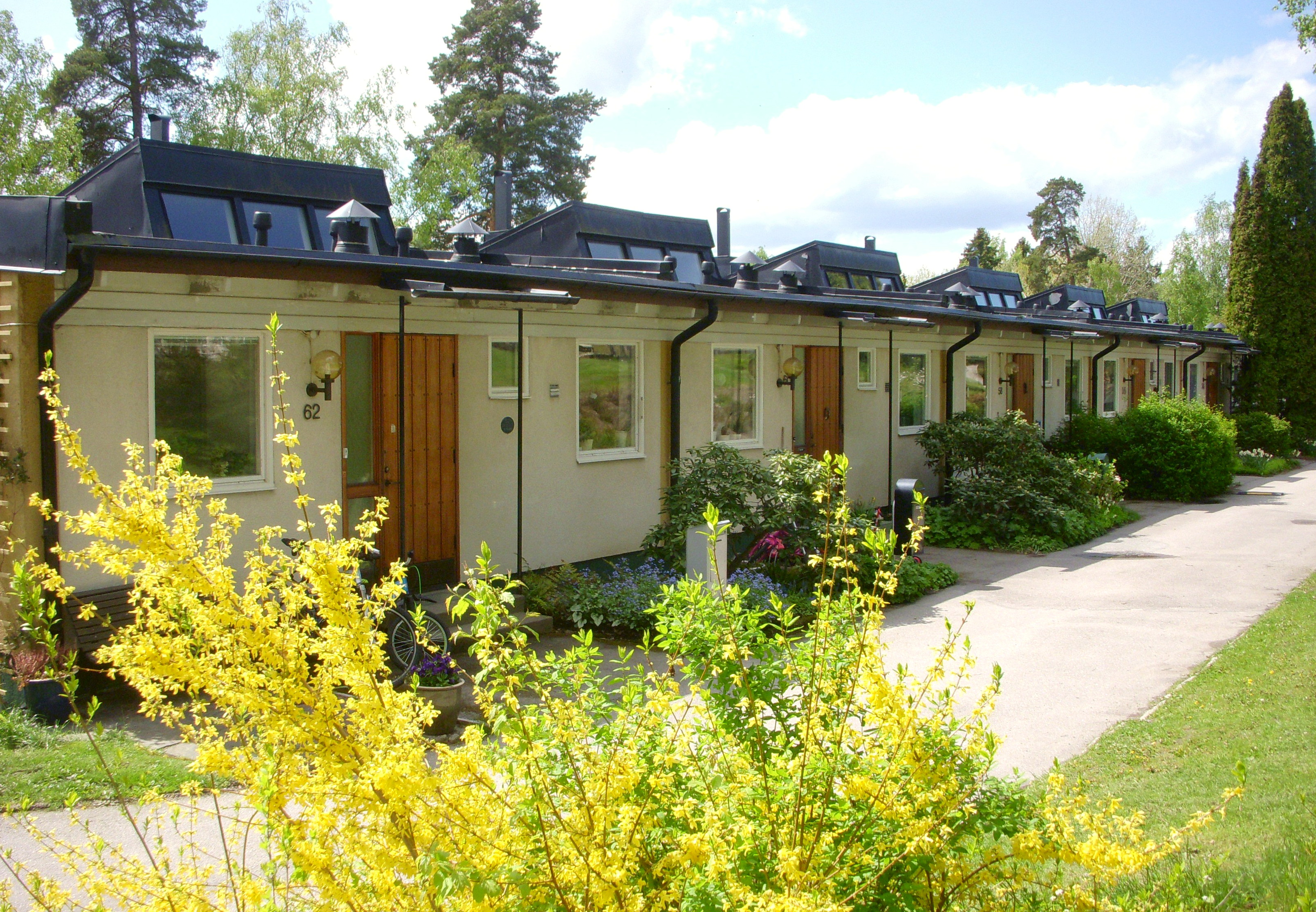
Radhusområdet Fresia 5 vid Måbärsstigen i Hässelby strand (kallad "Radiohusen") ritades av arkitekterna Bertil Karlén och Josef Stäck, 1957.

Josef Magnus Stäck, född 25 mars 1918 i Göteborgs Vasa församling, död 13 december 1998 i Engelbrekts församling, Stockholm, var en svensk arkitekt och stadsplanerare. Han ansvarade för flera av planerna för de nya Stockholms förorter som byggdes under 1950- och 1960-talen.

## Biografi
Stäck avlade studentexamen 1938 och utexaminerades från Chalmers tekniska högskola 1945. Han var verksam vid Stockholms stads stadsplanekontor, var chef för exploateringsbyrån vid Stockholms stadsbyggnadskontors stadsplaneavdelning 1965 och chefsarkitekt på regionplanekontoret från 1966. Han var ledamot Skönhetsrådets naturvårdsdelegation. Han är gravsatt i minneslunden på Skogskyrkogården i Stockholm.

## Stadsplaner
Stäck deltog i bland annat följande projekt:
- Andra hälften av stadsplan för Vällingby (tillsammans med Jon Höjer, Sture Ljungqvist och Bertil Karlén)
- 1953 stadsplan för Rågsved
- Stadsplan för Hagsätra (började byggas 1957)
- 1958 Stadsplan för Fruängens centrum
- 1961 för generalplanen och den första stadsplanen för Bredäng.
- 1964 generalplan över södra Järvafältet m. Spånga, Rinkeby och Tensta (tillsammans med Göran Sidenbladh och Igor Dergalin)

## Tensta som exempel

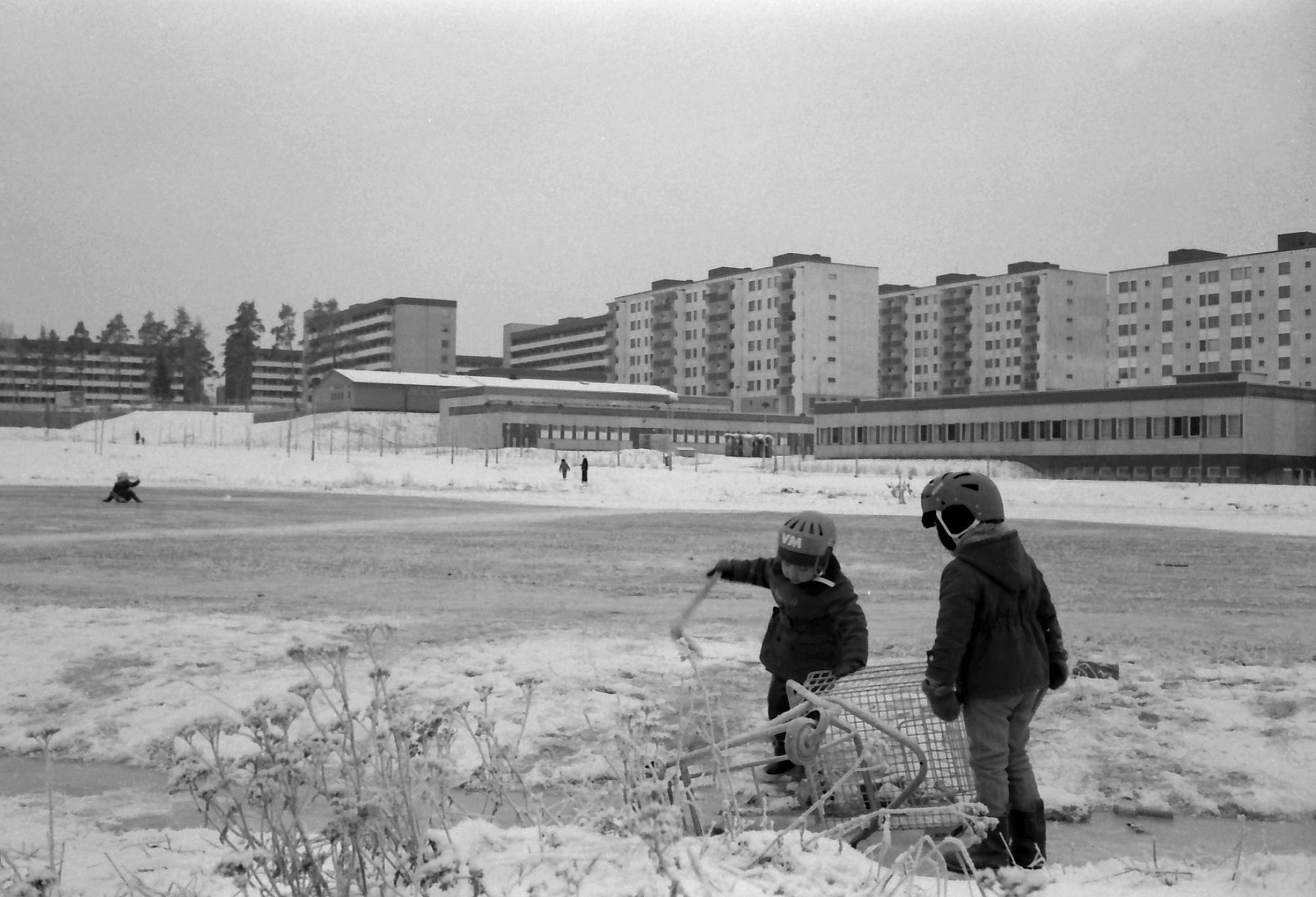
Förorten Tensta norr om Stockholm 1971

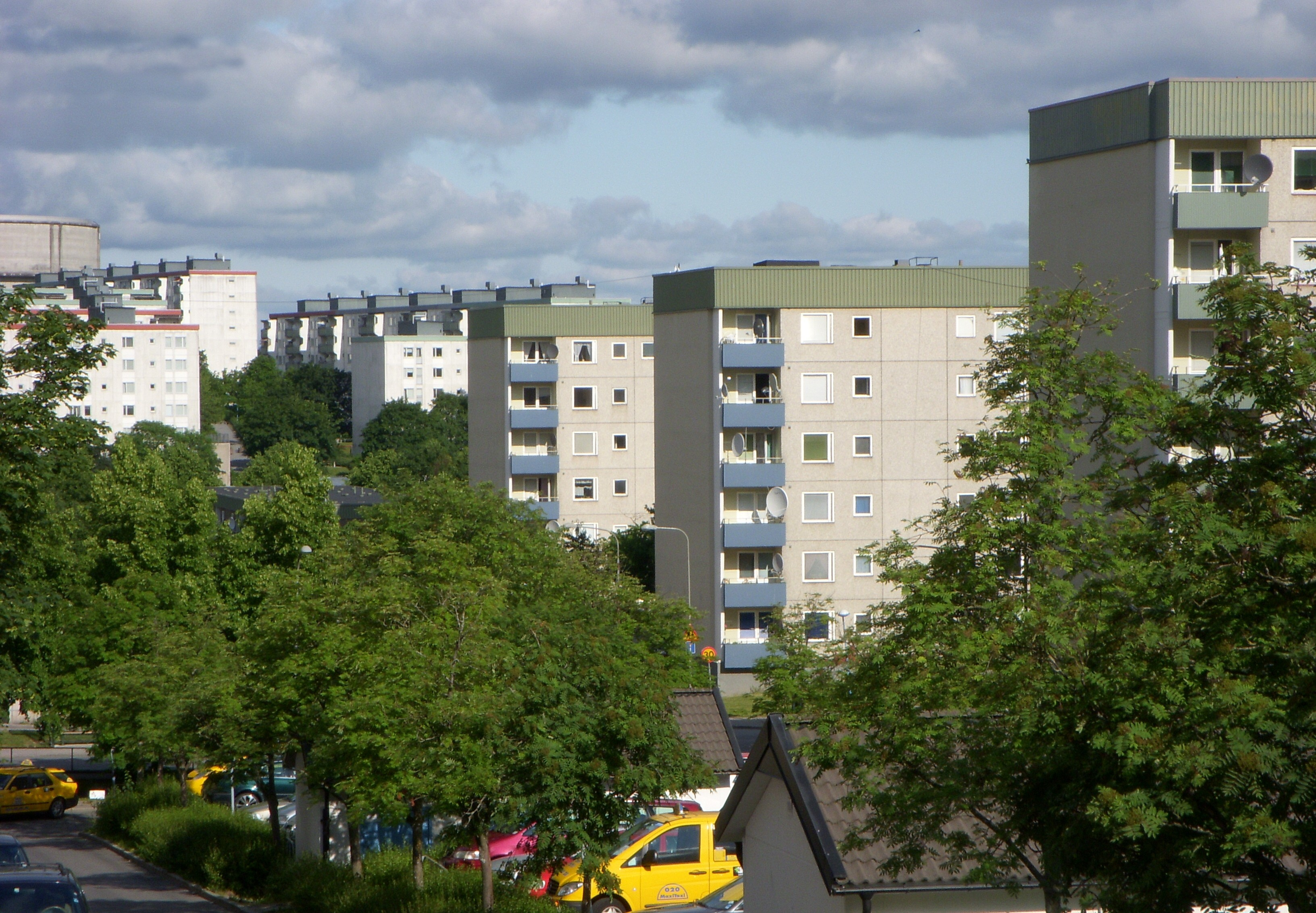
Förorten Tensta norr om Stockholm 2009

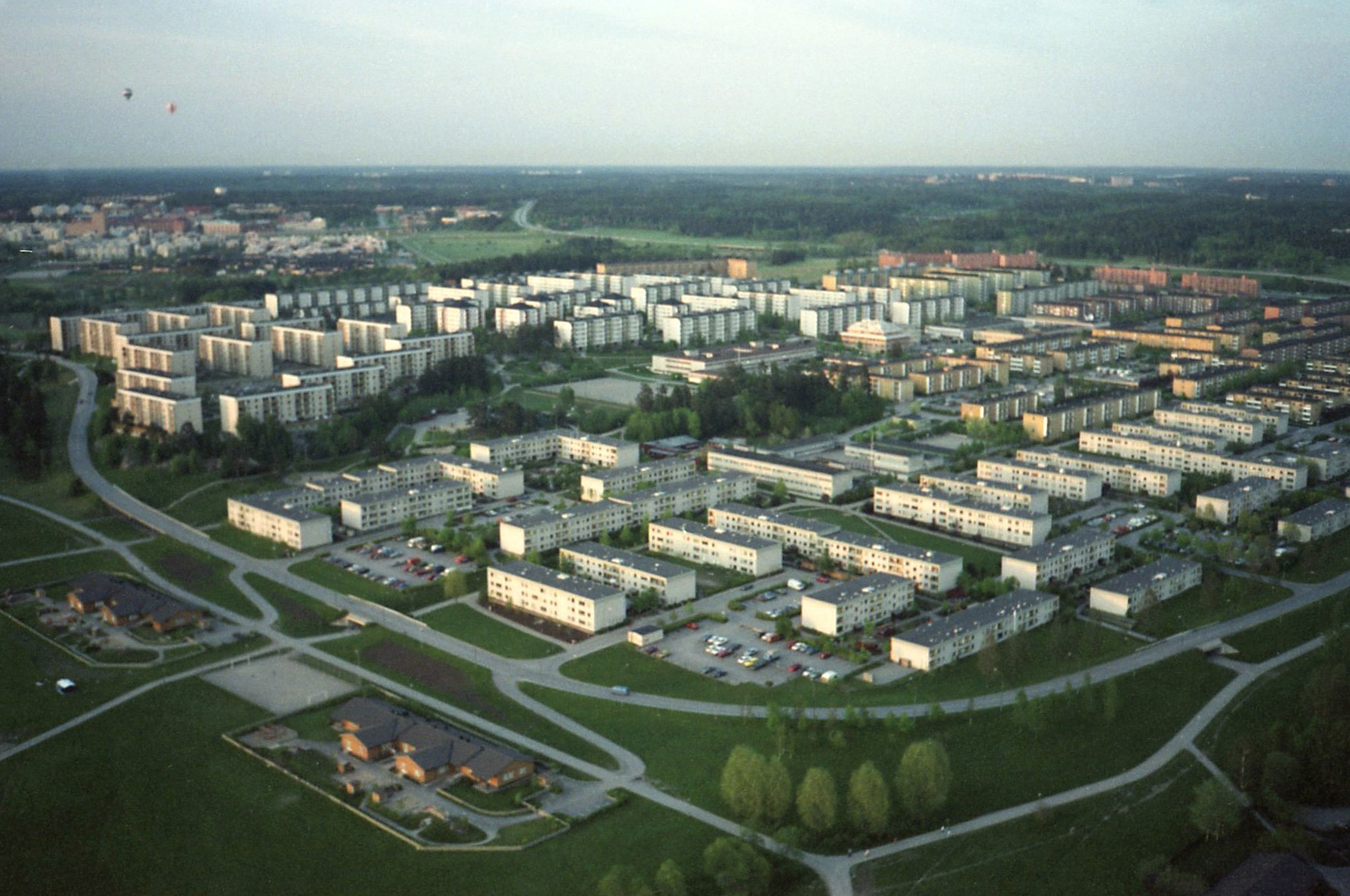
Rinkeby norr om Stockholm 1988

En bostadsmiljö som lägger något av stenstadens intensitet, koncentration och ordning till ytterstadens grönska, rymlighet och frihet från störningar, en stadsmiljö med trygga, behagliga och bekväma gågator och slutna rum... det regelbundna kvartersmönstret och dess fördelar när det gäller att rationellt utnyttja markytorna för industriellt byggande.
Ur Generalplanen för Tensta-Rinkeby, 1965.
Trots att Stäcks och Dergalins generalplan för Tensta-Rinkeby talade om "grönska, trygghet och frihet från störningar", har Tensta sedan 1990-talet av massmedia beskrivits som en typisk så kallad miljonprogramsförort. Men redan då stadsdelen byggdes (1966-1972) blev Tensta-Rinkeby liktydigt med betongförort och människofientlig planering, en stigmatisering som inte överensstämmer med verkligheten.
Planeringen av Tensta och Rinkeby skilde sig genom att man här delvis frångick modernismens öppna stadsplaner. Tanto och Tensta kan ses som två exempel på utvecklingen av 1960-talets stadsplaneideal. Vid planeringen av Tanto var tanken att de höga huskropparna skulle skapa skulpturala effekter i landskapet. Tenstas plan var delvis en reaktion mot dessa höghusideal och mer av ett försök att kombinera innerstadens koncentration och intensitet med ytterstadens närhet till naturen och grönskan.
När Tensta planerades höll Bredäng söder om staden på att färdigställas. I Bredäng byggdes åttavåningshus, vilket man nu tyckte var för högt. I Tensta lade man därför all högre bebyggelse mot E18 och med den för tiden måttliga maxhöjden 6 våningar. I övrigt var byggnaderna lägre men fick en tätare placering än i andra förorter för att tillgodose kraven på att få in så många lägenheter som möjligt i området.
Planen följer ett klassiskt bandstadsmönster med utspridda bostadsområden med centrum förlagda till planerade T-banestationer. Bostadskvarteren organiserades i rätvinkliga system med storkvarter.
Stadsplanering under 1960-talet handlade mycket om att möta statistiskt beräknade behov av exempelvis boyta per person, max antal minuters gångväg från varje port till parkering, tunnelbana och centrum. Trafikseparering var en viktig princip. Områdena centrerades kring T-banan under jord. En annan osynlig faktor, som påverkade planeringen, var ett omfattande system av servicetunnlar under jord för el, tele, fjärrvärme och avlopp.
De stora dragen i generalplanen förutsatte en hög ambitionsnivå när det gällde genomförandet. Det var på denna nivå variationer i byggnadskaraktärer skulle kunna läggas. Detta anses inte idag vara ett utmärkande drag i de färdiga husen. Grundsynen vid Stäcks planering kan på många sätt sägas vara mer organisatorisk än tydligt gestaltande.